# Vorstendom Göttingen
Het vorstendom Göttingen was een tot de Neder-Saksische Kreits behorend vorstendom binnen het Heilige Roomse Rijk.

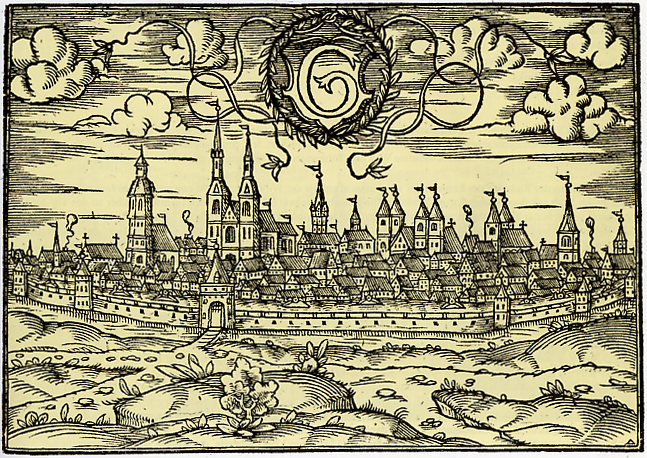
Zicht op Göttingen vanuit het westen (1585)

Göttingen maakte deel uit van het in 1235 gevormde hertogdom Brunswijk-Lüneburg. Bij de eerste deling van dit hertogdom in 1252 in de takken Brunswijk en Lüneburg kwam Göttingen aan de tak Brunswijk. In 1286 werd het deelhertogdom van de Brunswijkse tak verder verdeeld, waarbij Göttingen de residentie werd van een afzonderlijke tak.
Hertog Otto III deed in 1435 afstand van de regering, waarna de landstanden het bewind tot 1442 voerden. In 1442 kwam het vorstendom aan hertog Willem I van Brunswijk-Calenberg. Sindsdien bleef het altijd verbonden met het vorstendom Calenberg. 
Zie ook het artikel over vorst Erik I van Brunswijk-Calenberg-Göttingen, die Calenberg en het vorstendom Göttingen van 1495 tot 1540 bestuurde.
Na het uitsterven van deze tak Brunswijk-Calenberg-Göttingen in 1584 werd het verenigd met de bezittingen van hertog Julius van Brunswijk-Wolfenbüttel.
Het hertogdom Brunswijk-Wolfenbüttel uit die periode had een andere samenstelling dan dat van na 1635. Aan Wolfenbüttel werden toegevoegd: 
- in 1582 uit het halve graafschap Hoya
- in 1584 de vorstendommen Calenberg en Göttingen
- in 1593 het graafschap Hohnstein
- in 1596 het vorstendom Grubenhagen
- in 1599 het graafschap Blankenburg.

In 1634 stierf de tak Brunswijk-Wolfenbüttel uit, waarna de vorstendommen Göttingen en Calenberg aan de tak in Lüneburg-Celle kwamen. Daar diende het als een secundogenituur. Als er geen nakomelingen meer in de hoofdtak waren, volgde de hertog van Calenberg en Göttingen die in Celle op en kwamen Calenberg en Göttingen weer aan een jongere broer. Dit gebeurde in 1648 en 1665. In 1705 werden de verschillende vorstendommen blijvend herenigd binnen het keurvorstendom Hannover.
Paragraaf 32 van de Reichsdeputationshauptschluss van 25 februari 1803 kende aan de koning van Engeland als hertog van Bremen een zetel in de Rijksdag toe voor Göttingen.

## Gebied
- de steden Göttingen, Northeim, Münden, Dransfeld, Morungen, Uslar en Hardegsen
- de kloosterambten Sankt Blasii in Northeim, Wiebrechtshausen, Fredels (of Fredelsloh), Marienstein, Weende, Mariengarten, Bursfelde en Hildewardeshausen
- kamerambten Münden, Brackenberg, Friedland, Rheinhausen, Niedeck, Brunstein, Westerhofe, Moringen, Hardegsen, Harste, Uslar,

Lauenförde, Nienover en Erichsburg
- de gerechten Hardenberg, Geismar, Adelebsen, Altengleichen, Imbsen, Gartendörfer, Waake, Imbshausen, Jühnde, Ueßinghausen en Oldershausen.